# Jorge Dowling
Jorge Alejandro Dowling Desmadryl ([/ˈdaʊlɪŋ/]) (Concepción, 4 de agosto de 1903-Santiago, 19 de julio de 1979) fue un agrimensor, político y diputado socialista chileno.

## Biografía
Fue hijo de Jorge Dowling Lord y Petronila Desmadryl Montt. Bisabuelo materno de Camila Vallejo Dowling (ministra secretaria general de Gobierno).
Estudió en la Universidad de Concepción; se tituló de agrimensor más o menos el año 1925. Se casó en Temuco, en 1929, con Rebeca Santa María Muñoz, matrimonio del cual nacieron tres hijos. 

## Vida pública
Se dedicó a ejercer su profesión; fue agrimensor contratado en la planta del Ministerio de Tierras y Colonización, sólo interrumpido por su período como diputado. Paralelamente realizó estudios matemáticos, astronómicos e investigó sobre las etnias y culturas autóctonas, especialmente al retirarse del Ministerio, para ejercer en forma privada. Autor de “Religión, chamanismo y mitología mapuches”, en 1971.
Militó en el Partido Socialista y en el Partido Socialista de Trabajadores. Fue elegido diputado por la Vigesimosegunda Agrupación Departamental de "Valdivia, La Unión, Río Bueno y Osorno", período 1937-1941; integró la comisión permanente de Industrias, de la cual fue su presidente.

## Historial electoral

### Elecciones parlamentarias de 1937
- Elecciones parlamentarias de 1937 Vigesimosegunda Agrupación Departamental de "Valdivia, La Unión, Río Bueno y Osorno".